# Estación Rengo
Rengo es una estación ferroviaria ubicada en la ciudad chilena de Rengo, que fue parte del Ferrocarril de Santiago a Curicó o FC del Sur, y posteriormente a la Red Sur de la Empresa de los Ferrocarriles del Estado (EFE). 

## Historia

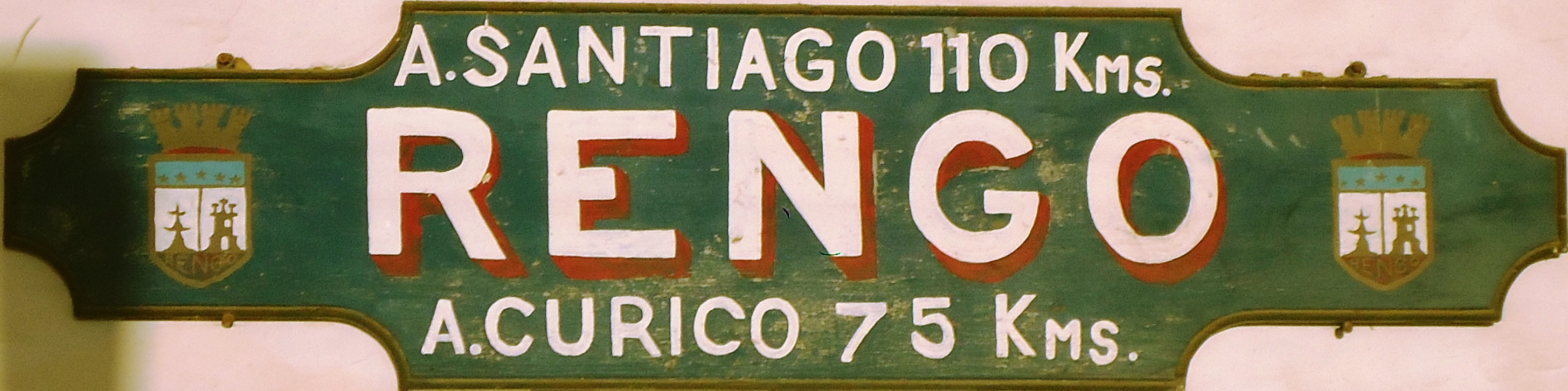
Letrero que daba la bienvenida a la ciudad a antiguos viajeros, además de mostrar las distancias hacia Santiago y Curicó.

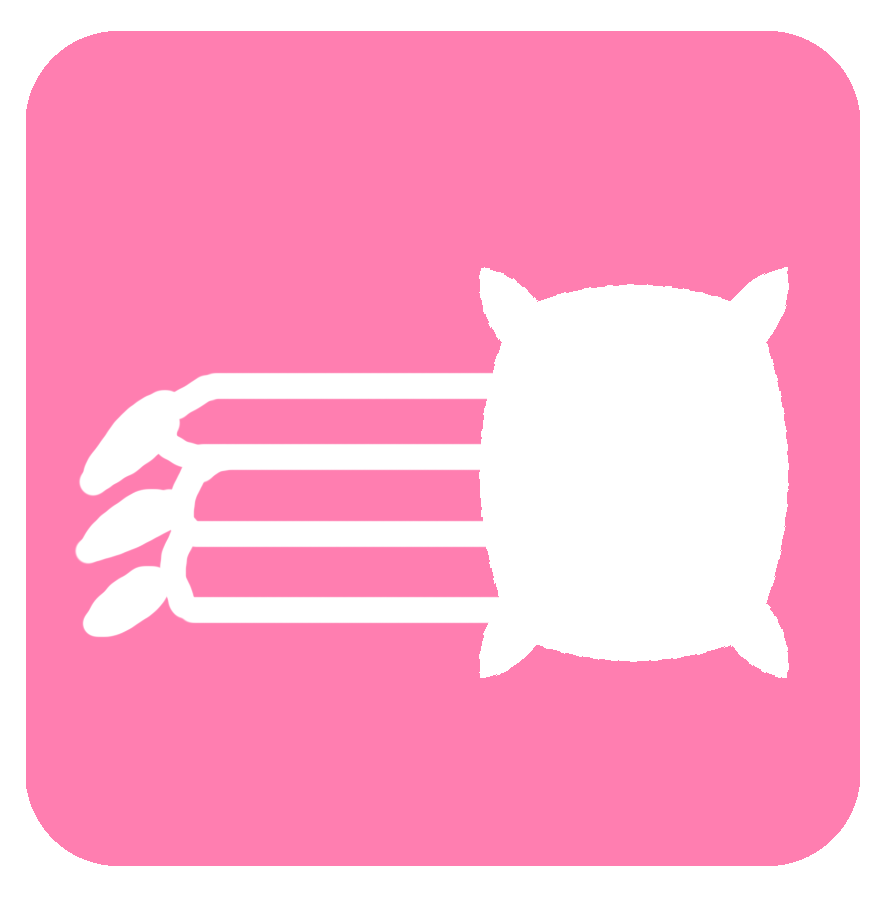
Pictograma que identificaba a la estación en 2001.

La estación fue inaugurada en 1862 como detención de los servicios entre Santiago y Curicó, y tres años después Rengo obtuvo el título de ciudad. Producto de su crecimiento, en 1872 fue inaugurado un servicio de tranvías entre la estación y la plaza de la localidad.
Luego que se suprimieron los servicios ordinarios, cayó en desuso, pero luego de la extensión de Metrotren a San Fernando en diciembre de 2000, fue contemplada para su reapertura. Fue reinaugurada el 18 de julio de 2001 para el servicio Metrotren. A partir del 13 de julio de 2012 se detiene en la estación el servicio Expreso Maule (Alameda-Talca), el cual suspendió su funcionamiento en 2015.
En marzo de 2017, esta estación dejó de ser detención del servicio de Metrotren, producto de las inauguraciones de Rancagua-Estación Central y Nos-Estación Central; el Metrotren San Fernando que usaba esta detención fue suprimido ya que se dividió en estos últimos dos servicios. Sin embargo, el 12 de octubre de 2021 se inició un servicio piloto que extenderá el Tren Rancagua-Estación Central hasta San Fernando, el cual incluye una detención en Rengo.
Hacia 2022 se encontraba en pie el edificio de la estación y la cabina de movilización, mientras que las bodegas estaban destruidas y sólo se mantenían sus cimientos.